# Hans von Kretschmann
Hans Alfred Konstantin von Kretschmann, född 21 augusti 1832, död 30 mars 1899, var en tysk militär.
Kretschmann blev officer vid infanteriet 1850, överste 1876, generalmajor och brigadschef 1883, generallöjtnant och chef för 13:e infanterifördelningen 1887, samt blev general av infanteriet 1890, samma år som han erhöll avsked. Kretschmann deltog i tyska enhetskriget och sårades svårt i slaget vid Königgrätz samt som generalstabsofficer i fransk-tyska kriget. Han författade ett flertal militära arbeten, bland annat Erzählungen aus dem Kriege (1898) och Kriegsbriefe aus den Jahren 1870-71 (utgivna av hans dotter 1903).